# Périple du Pont-Euxin
Le Périple du Pont-Euxin (en latin : Periplus Ponti Euxini ; en grec polytonique : Περίπλους Εὐξείνου Πόντου / Períplous Eu̓xeínou Póntou) est un traité en deux parties écrit par Arrien, en 131 ou 132, en deux parties : compte rendu par l'auteur, sous forme de lettre à l'empereur Hadrien, d'un voyage d'inspection le long des côtes orientales de Cappadoce et description de celles-ci.
L'ouvrage manifeste le goût de l'auteur pour l'ethnographie et la géographie.

### Éditions
- Arrien, Périple du Pont-Euxin, texte établi et traduit par Alain Silberman, Paris, Belles Lettres, Collection des universités de France, Série grecque, n° 371, 1995, XLVII-96 p.,  (ISBN 978-2-251-00446-4).